# Опсада Маунт Кармела
Опсада Маунт Кармела је почела 28. фебруара 1993. и окончала се насилно после 50 дана 19. априла. Опсада је почела када су агенти америчког савезног Бироа за алкохол, дуван, оружје и експлозив покушали да изврше претрес ранча Маунт Кармел, који је припадао Лози Давидијанаца 15 км североисточно од градића Вејко у Тексасу. Дана 28. фебруара избио је оружани окршај приликом покушаја претреса који је трајао скоро 2 сата. У окршају су убијена четворица агената и шест Давидијанаца. Пошто Биро за алкохол, дуван, оружје и експлозив није успео да изврши претрес, Федерални истражни биро је отпочео опсаду. Опсада се окончала 50 дана касније када је извршен јуриш, приликом чега је избио пожар који је уништио имање. У пожару је погинуло 76 особа (од тога њих 24 су били британски држављани), међу којима је било двадесеторо деце, две труднице и вођа секте Дејвид Кореш.